# التکولا، بخش ایدا-ویرو
التکولا، بخش ایدا-ویرو (به لاتین: Altküla, Ida-Viru County) یک روستا در استونی است که در دهستان تویلا واقع شده‌است.